# Diplacina arsinoe
Diplacina arsinoe – gatunek ważki z rodziny ważkowatych (Libellulidae).